# Thomas Manss
Thomas Manss (Gütersloh, 1960) è un designer tedesco, fondatore dell'agenzia Thomas Manss & Company con sede a Londra e Berlino.
Nel 2002 il quotidiano inglese Independent on Sunday lo ha incluso nella lista dei dieci principali e più importanti designer nel Regno Unito.

## Biografia
Manss ha studiato Comunicazione visiva alla Fachhochschule di Würzburg.
Thomas Manss ha esordito presso l'agenzia Metadesign di Erik Spiekermann a Berlino, dove si è occupato dello sviluppo del sistema di segnaletica per il Berlin Transport (l'azienda che si occupa dei trasporti a Berlino) ed ha ideato i cataloghi per la mostra del Kunstamt Kreuzberg. Nel 1985 inizia a lavorare per Sedley Place Design gestendo progetti per alcune delle più importanti aziende tedesche come Volkswagen, Votex, Schering, Deutsche Bundespost e Deutsche Bundesbank.
Nel 1989 entra a far parte di Pentagram a Londra e collabora con Alan Fletcher a progetti per clienti quali Scandinavian Airlines, The Travelstead Group, il Barbican Centre, Shakespeare's Globe ed il sistema di segnaletica per l'aeroporto di Stansted. Nel 1992 viene nominato "associate" (associato). È responsabile dello sviluppo dell'identità visiva per Shilla Hotels in Korea, del design per le mostre del Design Council e partecipa al concorso per la nuova identità per la città di Berlino.
Nel 1993 lascia Pentagram per fondare la propria agenzia a Londra, seguita dall'apertura della sede di Berlino nel 1996. Thomas Manss & Company annovera tra i propri clienti: il produttore di diffusori ed altoparlanti Bowers & Wilkins, l'azienda canadese di elettronica Classé, Hotel Arts Barcelona, Meoclinic a Berlino, Tate Modern e Tate Britain, il British Museum così come la National Portrait Gallery, Deloitte, Vitsœ , il Gruppo Fedrigoni ed il Centro Internazionale per il design di Berlino.
Thomas Manss ha uno spiccato interesse per l'architettura che dura da molti anni. L'esperienza, la competenza e la passione per la materia hanno reso l'agenzia estremamente popolare nel settore, divenendo la prima scelta per molti importanti architetti inglesi come Foster and Partners, Hopkins Architects, Grimshaw, John McAslan + Partners, Squire & Partners, Zaha Hadid, Tadao Andō, Wilkinson Eyre and tanti altri ancora.
Il lavoro di Thomas Manss & Company è stato ampiamente pubblicato, sono numerose le conferenze alle quali il designer viene invitato in Inghilterra, Germania ed Olanda. Nel 1994 è stato nominato Visiting Professor per la materia di Corporate Identity alla Fachhochschule di Potsdam ed è stato eletto Fellow della Chartered Society of Designers. È stato Fellow della Royal Society of Arts e membro del D&AD dal 1996.
Ordnung and Eccentricity (Ordine ed Eccentricità), il primo libro che illustra il suo lavoro è stato pubblicato da Die Gestalten Verlag nel 2002. Un secondo libro, intitolato Thomas Manss & Company e scritto da Conway Lloyd Morgan è stato pubblicato nel 2008 da Av Edition.